# 446 هـ
446 هـ هي سنة في التقويم الهجري امتدت مقابلةً في التقويم الميلادي بين سنتي 1054 و1055.

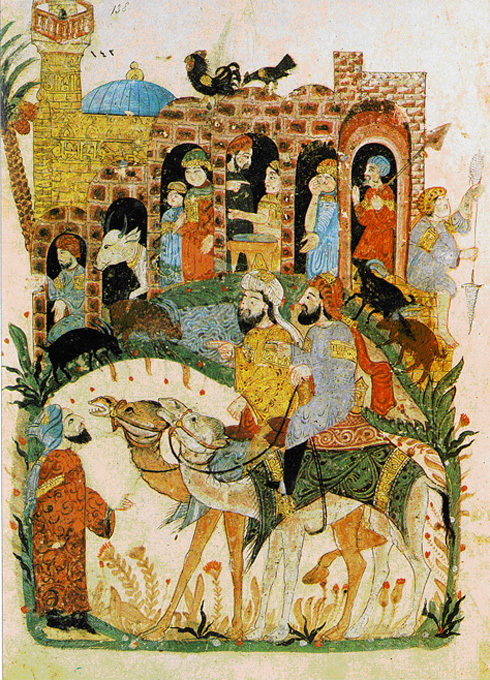
حوار بالقرب من قرية " منمنمة تصور المقامة رقم 43 من نسخة عام 1237 م من مقامات الحريري، وصورها يحيى بن محمود الواسطي. الرسم يوجد في المكتبة الوطنية بباريس.

## أحداث
- بلكين بن محمد بن حماد يقتل الأمير محسن بن قايد ويستولي على الحكم في الدولة الحمادية

## مواليد
- محمد الحريري
- قاضي القضاة أبو الحسن الدامغاني، وهو فقيه ومحدث بغدادي.

## وفيات
- أبو يعلى الخليلي
- إدريس العالي بالله
- الحسن بن علي الأهوازي
- فخر الدين الكركاني

- الناطفي